# Наранья (Флорида)
Нара́нья (англ. Naranja) — статистически обособленная местность, расположенная в округе Майами-Дейд (штат Флорида, США) с населением в 4034 человека по статистическим данным переписи 2000 года.

## География
По данным Бюро переписи населения США статистически обособленная местность Наранья имеет общую площадь в 4,14 квадратных километров, из которых 3,88 кв. километров занимает земля и 0,26 кв. километров — вода. Площадь водных ресурсов округа составляет 6,28 % от всей его площади.
Статистически обособленная местность Наранья расположена на высоте 2 м над уровнем моря.

## Демография
| Год переписи        | Нас. |  | %±     |
| ------------------- | ---- |  | ------ |
| 1960                | 2309 |  | —      |
| 1990                | 5790 |  | 150,8% |
| 2000                | 4034 |  | −30,3% |
| 1960–2000 Источник: |      |  |        |

По данным переписи населения 2000 года в Наранья проживало 4034 человека, 875 семей, насчитывалось 1196 домашних хозяйств и 1630 жилых домов. Средняя плотность населения составляла около 974,4 человека на один квадратный километр. Расовый состав населённого пункта распределился следующим образом: 32,99 % белых, 57,54 % — чёрных или афроамериканцев, 0,42 % — коренных американцев, 1,39 % — азиатов, 0,15 % — выходцев с тихоокеанских островов, 3,62 % — представителей смешанных рас, 3,89 % — других народностей. Испаноговорящие составили 26,97 % от всех жителей статистически обособленной местности.
Из 1196 домашних хозяйств в 48,7 % воспитывали детей в возрасте до 18 лет, 30,4 % представляли собой совместно проживающие супружеские пары, в 36,0 % семей женщины проживали без мужей, 26,8 % не имели семей. 20,6 % от общего числа семей на момент переписи жили самостоятельно, при этом 5,9 % составили одинокие пожилые люди в возрасте 65 лет и старше. Средний размер домашнего хозяйства составил 3,23 человек, а средний размер семьи — 3,73 человек.
Население статистически обособленной местности по возрастному диапазону по данным переписи 2000 года распределилось следующим образом: 39,5 % — жители младше 18 лет, 11,3 % — между 18 и 24 годами, 27,8 % — от 25 до 44 лет, 14,0 % — от 45 до 64 лет и 7,4 % — в возрасте 65 лет и старше. Средний возраст жителей составил 24 года. На каждые 100 женщин в Наранья приходилось 90,6 мужчин, при этом на каждые сто женщин 18 лет и старше приходилось 82,7 мужчин также старше 18 лет.
Средний доход на одно домашнее хозяйство статистически обособленной местности составил 18 825 долларов США, а средний доход на одну семью — 19 443 доллара. При этом мужчины имели средний доход в 22 614 долларов США в год против 19 167 долларов среднегодового дохода у женщин. Доход на душу населения статистически обособленной местности составил 18 825 долларов в год. 42,3 % от всего числа семей в населённом пункте и 50,5 % от всей численности населения находилось на момент переписи населения за чертой бедности, при этом 62,7 % из них были моложе 18 лет и 19,8 % — в возрасте 65 лет и старше.